# Dolení mlýn (Bradlecká Lhota)
Dolení mlýn (čp. 41), podle někdejšího majitele též zvaný Babákův mlýn, je historická roubená stavba, která se nachází v Bradlecké Lhotě v nejjižnější části okresu Semily v Libereckém kraji. Vodní mlýn, připomínaný již v 16. století, je zapsaný v Ústředním seznamu kulturních památek České republiky

## Historie
První písemná zmínka o Dolením nebo později též Babákově mlýnu pochází z roku 1568. V Bradlecké Lhotě, která  je v některých pramenech z té doby zmiňována také jako Železná nebo Železnická Lhota, v 16. století století existovaly mlýny dva. Mlýn v horní části obce (čp. 22) je poprvé připomínán v roce 1589, kdy jej – tehdy ještě jako grunt – koupil jistý Václav Pusta, v roce 1599 je však toto hospodářství zmiňováno již jako mlýn. Horní mlýn byl v provozu až do roku 1948. Od roku 1960 po smrti posledního mlynáře byl objekt pronajat místnímu jednotnému zemědělskému družstvu a postupně chátral, až se proměnil v ruinu. Na jejích základech noví majitelé postavili po roce 2000 současný dům, v němž provozují penzion „Bradlecký mlýn“.
Dolení mlýn prošel přestavbou v roce 1781 a v této podobě se dochoval až do 21. století. (V původním evidenčním listu památky z 60. let 20. století je poznámka, že se jedná o jeden z nejstarších českých mlýnů.). O necelé století později, v roce 1872 se mlynářem v dolním lhoteckém mlýně stal mlynář Antonín Babák, od nějž pak mlýn převzal jeho syn.
Od roku 2008 probíhala rozsáhlá rekonstrukce Doleního mlýna a v listopadu roku 2015 zde nechal pravnuk posledního místního mlynáře instalovat funkční repliku dřevěného mlýnského kola. Dolení mlýn se tak stal prvním mlýnem s obnoveným vodním kolem v Libereckém kraji.

### Další historické stavby
Dolení mlýn je jediná památkově chráněná budova, která zůstala v Bradlecké Lhotě, ačkoli v minulosti zde bylo mnohem více historických roubených domů.  Již v druhé polovině16. století zde existovala krčma (hostinec U Zvonku čp. 1), která se později stala centrem společenského a kulturního života obce.
Ze zdejších historických domů se přesto dochoval ještě jeden původní objekt, byť se již nenachází v Bradlecké Lhotě, nýbrž v Muzeu lidových staveb v Kouřimi. Jedná se o bývalou rychtu čp. 2, kterou po staletí pronásledoval neblahý osud. Tento roubený dům byl postavený v centrální části vsi mezi roky 1654 a 1681 a krátce po dokončení vyhořel. Po smrti poslední majitelky v roce 1962 se dům začal rozpadat. Aby mohl být zachráněn, bylo rozhodnuto o jeho přemístění do kouřimského skanzenu, kam byl po částech přesunut v roce 1972 a o devět let později byl zpřístupněn veřejnosti. Později bylo v bývalé rychtě předváděno návštěvníkům skanzenu pečení chleba v peci, od níž vznikl požár a dům v roce 1998 vyhořel.

## Popis
Dolení mlýn se nachází v jižní části obce na pravém břehu Ploužnického potoka, respektive mezi Ploužnickým a Mlýnským potokem, přičemž druhý jmenovaný je de facto ramenem Ploužnického potoka, napájejícím rybník u mlýna. Mlýn má zděné přízemí a roubené obytné patro s pavlačí, podepřenou krakorci a zdobenou žlábkovým motivem. Dům má vysoký štít s bohatě vyřezávaným prkenným bedněním. Horní část štítu je od spodní oddělená profilovanou římsou. Vrchol štítu je ukončen kabřincem, střecha je sedlová. V přízemí mlýna je velká světnice a prostorná síň, z niž je přístup do patra, do mlýnice a k ose mlýnského kola. Na prostřední část přízemí navazuje částečně dochovaná černá kuchyně. V patře se nacházejí dvě světnice, síň a mlýnice, kde se dochovaly pozůstatky původního technologického vybavení. Dendrochronologickou analýzou bylo zjištěno, že řada dřevěných prvků v patře mlýna pochází z doby kolem roku 1780.
Na budovu mlýna diagonálně navazuje zděná hospodářská část se zaklenutými chlévy. V prostorách hospodářské části je valená klenba se sloupem uprostřed. Půdorys celého komplexu mlýna, obytné a hospodářské části je ve tvaru písmene „T“, zastřešený dvojicí vzájemně propojených a nestejně vysokých sedlových střech. Za mlýnem je malý rybník s krátkým náhonem. Tyto objekty jsou rovněž součástí památkově chráněného areálu.
U rozcestí asi 300 metrů jižně od Doleního mlýna stojí památkově chráněná socha Neposkvrněného početí Panny Marie (Immaculata). Pískovcová socha s  prvky, připomínajícími barokní výzdobu, pochází z roku 1850 a podle nápisu ji vytesal Jan Zeman ze Žernova.Kolem sochy vede modře značená turistická cesta z blízkého městečka Železnice, které náleží již do okresu Jičín v Královéhradeckém kraji, směrem ke hradu Bradlec a dále k rozcestí Na Klepandě v obci Syřenov.

## Dostupnost
Areál Doleního mlýna je přístupný po domluvě, respektive při výjimečných příležitostech, jako jsou například každoroční Dny lidové architektury. Bradleckou Lhotou prochází silnice II/286, která vede z Jičína do oblasti západních Krkonoš. Dostupnost veřejnou dopravou je zajištěna pravidelnými autobusovými spoji z Jičína a ze Semil. Nejbližší železniční zastávky jsou v Železnici nebo v Kyjích.

## Galerie

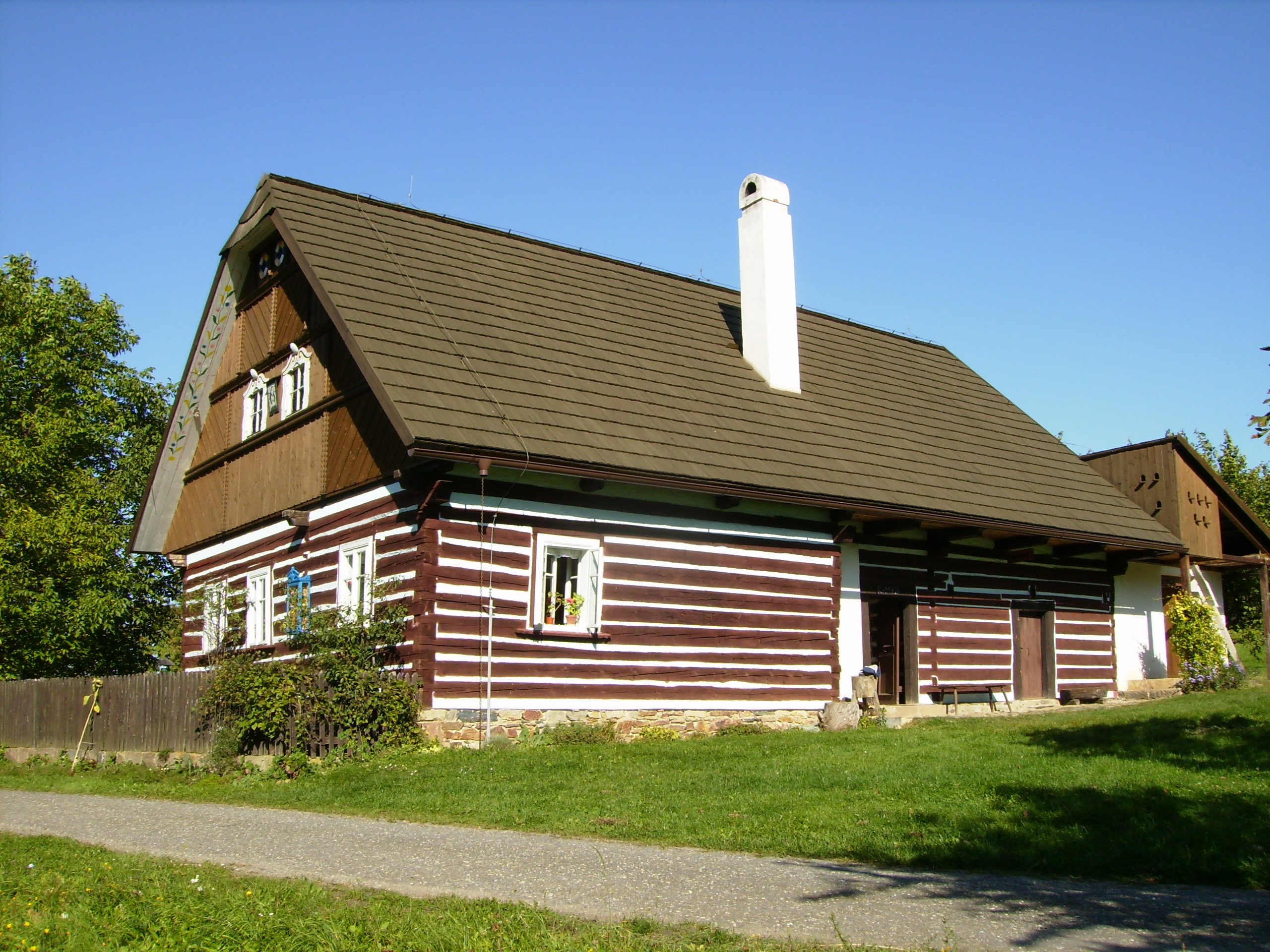
Rychta z Bradlecké Lhoty v kouřimském skanzenu (rekonstrukce po požáru)
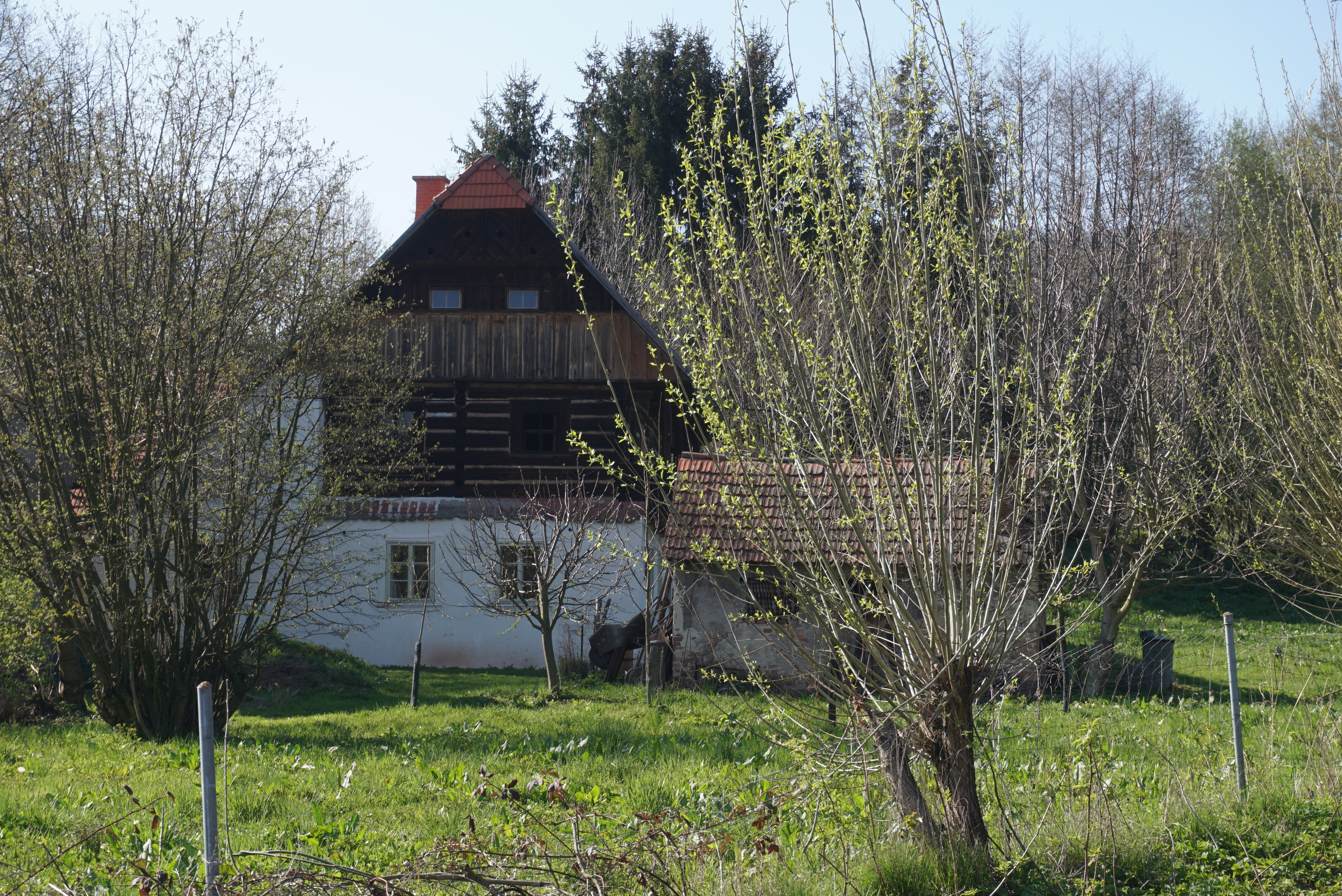
Dolení mlýn - pohled od jihu
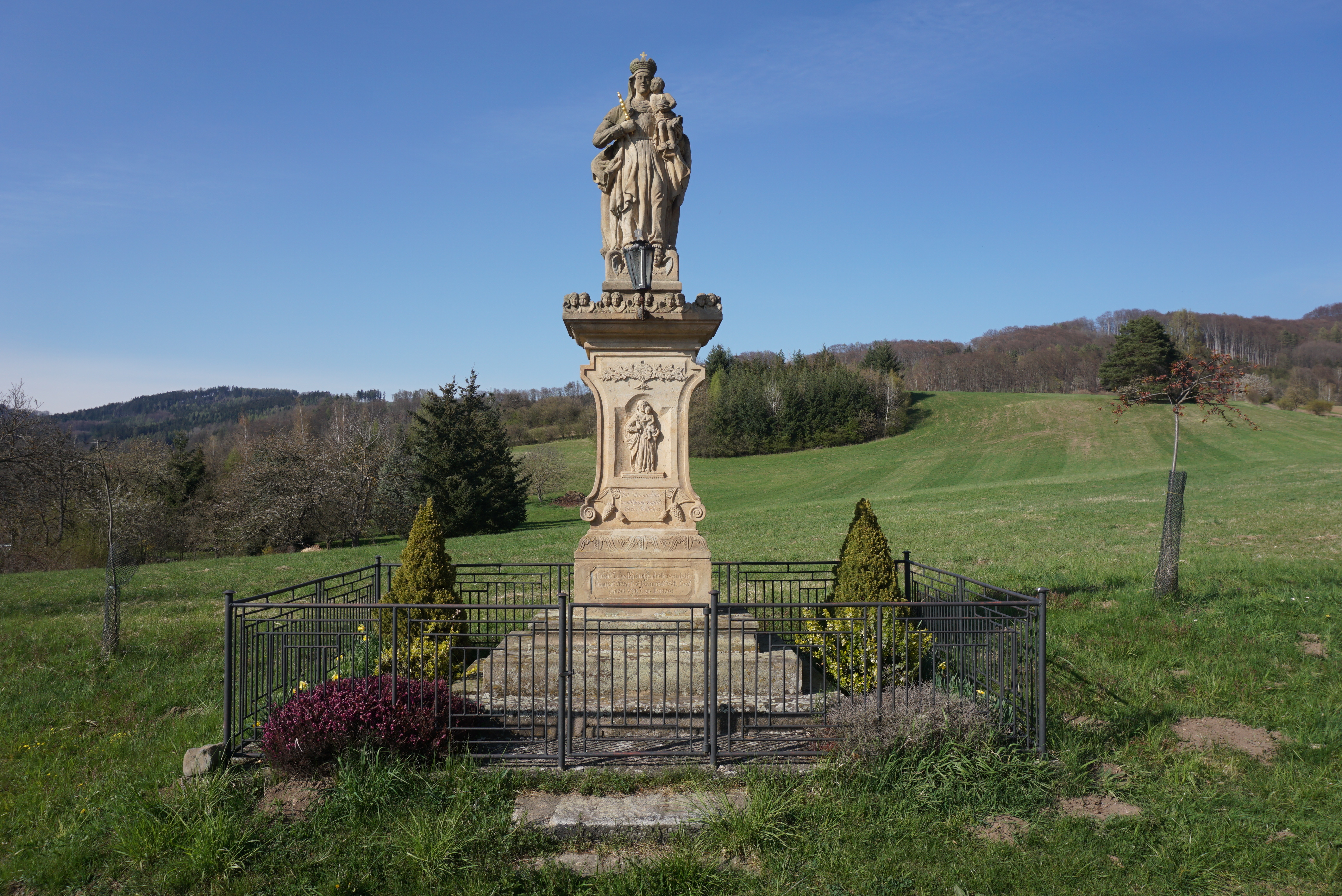
Socha Panny Marie nedaleko Doleního mlýna
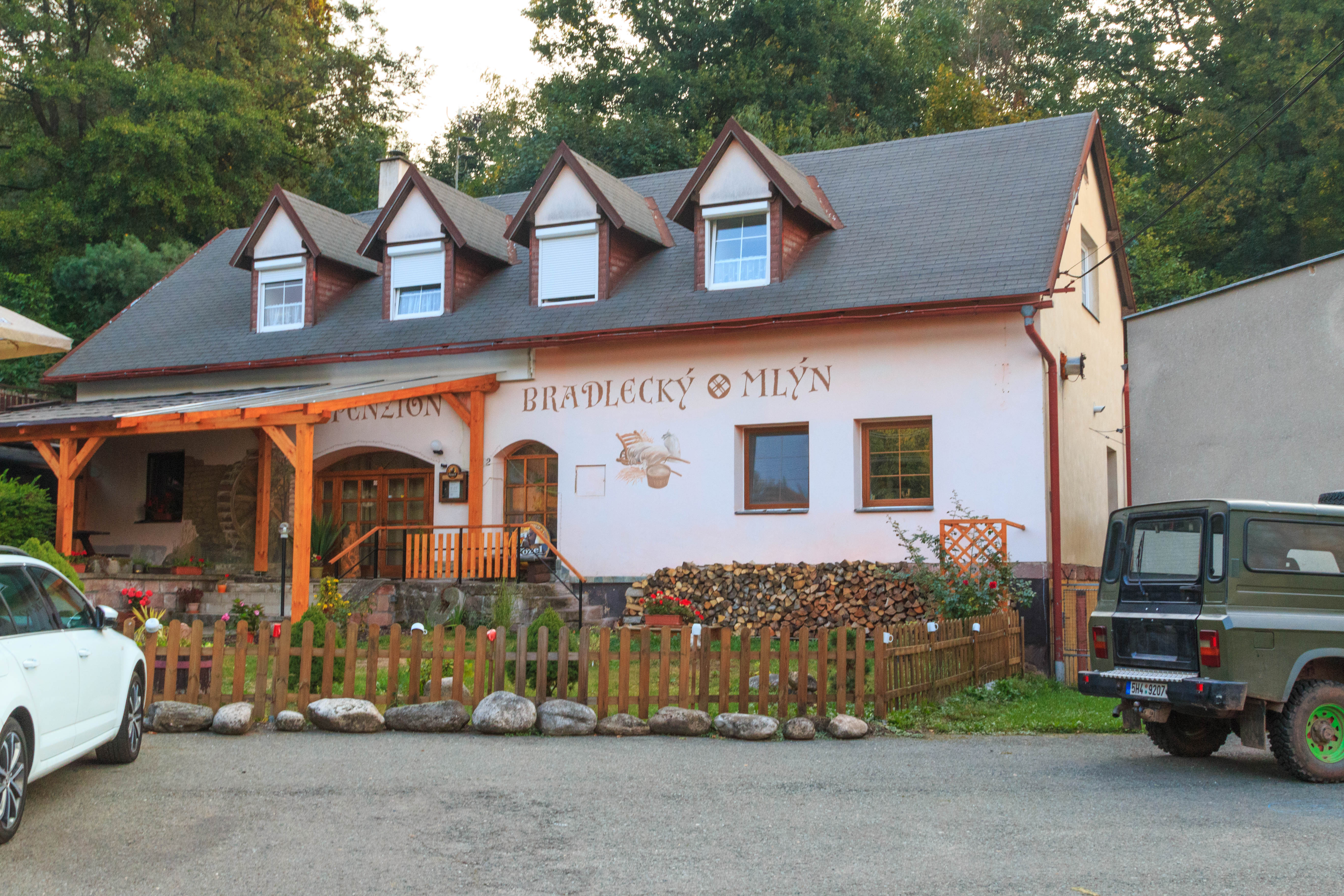
Penzion Bradlecký mlýn na místě zaniklého horního mlýna